# Oliveira Silveira
Oliveira Ferreira da Silveira (Rosário do Sul, 16 de agosto de 1941 - Porto Alegre, 1 de janeiro de 2009), conhecido como Oliveira Silveira, foi um poeta, intelectual e militante negro brasileiro que, em sua trajetória, interrogou relações hegemônicas assim como expressou e propôs outras possibilidades do negro ser e estar no mundo e, portanto, no Brasil.

## Biografia
Filho de Felisberto Martins Silveira, branco e brasileiro (filho de uruguaios) e de Anair Ferreira da Silveira, brasileira, filha de pais negros, inicia seus estudos na casa em que morava com os pais, onde o pai adaptou um espaço para que uma professora pudesse dar aulas. Após passar por exame admissional, começa os estudos no ginásio, época em que morou em pensões na cidade de Rosário do Sul (RS, Brasil). Atuou, então, como locutor na Rádio Marajá e publicou poemas no Correio de Rosário do Sul. Na sequência, vai para Porto Alegre para continuar os estudos no Colégio Estadual Júlio de Castilho e passa a morar na Casa de Estudante Juventude Universitária Católica (JUC). Através do radialista Lauro Rodrigues, conseguiu uma indicação para trabalhar na Editora do Globo.
Tanto o colégio como a nova residência, espaços de intensa vida política, exercem influências sobre Oliveira Silveira, que ingressa na década de 1960 no curso de Letras da Universidade Federal do Rio Grande do Sul. É nesse momento, na condição de estudante universitário, que sua consciência de homem negro começa a se formar. Terminou a faculdade em 1965.
Foi, então, acolhido pela elite intelectual negra da capital gaúcha, no entorno dos bairros do Parque da Redenção. Formou família com a professora Julieta, com quem teve sua única filha, Naiara, nascida em 1969.
Militante do movimento da Negritude em Porto Alegre, integrou o Grupo Palmares no período de 1971 a 1978 sendo um dos líderes da campanha pelo reconhecimento do Dia da Consciência Negra em 20 de novembro, data de assassinato do líder do Quilombo dos Palmares.
Morreu de câncer, aos 67 anos de idade, no Hospital Ernesto Dornelles, em Porto Alegre, e seu corpo foi cremado em Caxias do Sul.

## Obra

### Pensamento e influências
A partir da formação em Letras, Oliveira Silveira aprofunda seus conhecimentos sobre o movimento Negritude que possuía dentre suas características a luta contra o colonialismo europeu e as violências acarretadas aos colonizados. Além disso, dentre os ideais do movimento estavam a valorização de elementos culturais de matriz africana e a afirmação de que a descolonização - que inclui o próprio pensamento, modos de ser e estar -   passava pelo desenvolvimento da autonomia política e pelo enfrentamento de valores culturais dominantes, provenientes da cultura europeia.
Em sua trajetória, o intelectual negro buscou desconstruir estereótipos em torno do negro e contribuir à construção de um novo circuito sociocultural em que a exclusão e marginalização dos negros fossem substituídos pela sua participação na construção de uma outra sociedade na qual  não mais ocupassem um lugar marginal. Nesse sentido, Oliveira Silveira contribuiu à construção de outra identidade negra no Brasil. As lutas pelos direitos civis travadas nos Estados Unidos exerceram influências em sua formação assim como James Langston Hughes, Senghor, Cesaire, Martin Luther King e Louis Armstrong, todos citados em seu poema Nomes em Carvão, além de Angela Davis. Em suas obras, ele interrogou narrativas dominantes sobre a identidade nacional brasileira.
Enquanto negro e gaúcho, morador de um estado brasileiro que por vezes é representado em termos de apagamento da presença do negro e dos povos originários, Oliveira Silveira afirmava a necessidade de propor a articulação de uma identidade afro-gaúcha reconhecendo os diferentes papeis desempenhados pelos sujeitos. Em entrevista concedida em 1993, disse que "somos gaúchos sim, estamos aqui desde as primeiras ocupações do Estado ainda no século XVII. [...] Mas precisamos dar cor aos peões de estância, precisamos dizer que o patrão era branco e peão era negro ou índio".

### Produção escrita
É autor de diversos estudos, reportagens, obras literárias em torna da temática negra, tendo publicado mais de dez obras individuais, além de participar de diversas outras coletivas, sendo que muitos de seus poemas encontram-se publicados em Antologias. Seu primeiro trabalho poético reunido sob o título Geminou, é de 1962. Em sua obra poética, constam releituras de cânones da literatura nacional em que Oliveira Silveira elabora uma contranarrativa, negando valores então hegemônicos e ressignificando o lugar do negro na sociedade. Dentre diversos poemas nessa perspectiva, está A outra nega Fulô, em que o poeta elabora uma contranarrativa ao poema Essa nega Fulô de Jorge de Lima retirando da personagem o aspecto passivo e de objeto sensual do homem branco.
Em 1969, recebeu a Menção Honrosa União Brasileira de Escritores (UBE) por poemas como Treze de Maio, no qual questionava a abolição da escravidão sem garantias de acesso à cidadania pela população negra.
A seguir algumas de suas obras: 
- Geminou (1962)
- Poemas Regionais (1968)
- Banzo Saudade Negra (1970)
- Décima do Negro Peão (1974)
- Praça da Palavra (1970)
- Pelo Escuro (1977)[3]

## Homenagens
Recebeu, em 1988, a Medalha Cidade de Porto Alegre por relevantes serviços prestados à comunidade. Em 2002, foi reconhecido como "Tesouro Vivo Afro-Brasileiro" durante o Congresso Brasileiro de Pesquisadores/as Negros/as da Associação de Pesquisadores/as Negros/as (ABPN).
A biblioteca da Fundação Cultural Palmares, originalmente inaugurada no dia 20 de novembro de 1998, foi nomeada em 2011 como Biblioteca Oliveira Silveira em sua homenagem. Em 2021, sob o governo federal de Jair Bolsonaro, a FCP lançou o Relatório Público 01 - CNIRC - Retrato do acervo, no qual questionou a pertinência da homenagem.
Em 2021 foi homenageado pela Universidade Federal do Pampa e pela Universidade Federal do Rio Grande do Sul com o título de Doutor Honoris Causa.
Em 2022 foi homenageado pelo Município de Esteio, que rebatizou a Rua Coberta, área de eventos no centro da cidade, como Espaço Oliveira Silveira, projeto da Câmara de Vereadores sancionado pelo Executivo Municipal. O descerramento da placa foi realizado no dia 19 de novembro, com a presença de Naiara Silveira, filha de Oliveira Silveira.